# Paul Rehkopf
Paul Anton Heinrich Rehkopf (* 21. Mai 1872 in Braunschweig; † 27. Juni 1949 in Berlin) war ein deutscher Schauspieler und Opernsänger (Bass).

## Leben
Paul Rehkopf debütierte 1891 in Rostock. Von 1892 bis 1898 spielte er in Basel und Zürich, von 1898 bis 1917 in Posen, Mainz, Breslau und an den königlichen Schauspielen in Wiesbaden. 1917 kam er nach Berlin an die Meinhard und Bernauer Bühnen (Berliner Theater, Theater in der Königgrätzer Straße und Komödienhaus am Schiffbauerdamm). 1925 wechselte er an die Saltenburg-Bühnen, 1927 an das Theater des Westens. In den 1930er Jahren spielte er am Rose-Theater, am Wallner-Theater, am Theater des Volkes (Großes Schauspielhaus), an der Komischen Oper in der Friedrichstraße und in den Kollektiven „Volkstheater Neue Welt“ und „Die Vaganten“.
Seit 1917 wirkte Rehkopf in einer sehr großen Zahl von Stumm- und später Tonfilmen mit. Er verkörperte, in oft nur kurzen Auftritten, scharf gezeichnete Neben- und Randfiguren aller Art. Er gab den Zuhälter in Karl Grunes Der Mädchenhirt (1919), den Totengräber in Fritz Langs Der müde Tod (1921), er war Thomas Münzer im Luther-Film (1927). Größere Aufgaben im Film boten ihm die Titelrolle in dem vergessenen, aber erhalten gebliebenen Der Vagabund (1923) von Bruno Lange, seine Gangstertype "der sanfte Paul" in der Milieustudie Spelunke von E. W. Emo (1928) sowie die zentrale Rolle des Bettlers in dem als ein Hauptwerk des proletarischen Films eingestuften Jenseits der Straße von Leo Mittler (1929). Rehkopf stand 1944 in der Gottbegnadeten-Liste des Reichsministeriums für Volksaufklärung und Propaganda.
Paul Rehkopf wurde auf dem Südwestkirchhof Stahnsdorf (Block Stahnsdorf Feld 12 Nr. 133) beigesetzt.

## Filmografie
- 1917: Die Königstochter von Travankore
- 1917: Die Kaukasierin
- 1918: Das Tagebuch einer Verlorenen
- 1918: Lorenzo Burghardt
- 1918: Saferndri, die Tänzerin von Dschiapur
- 1919: Die Teufelskirche
- 1919: König Nicolo
- 1919: Der Mädchenhirt
- 1919: Tötet nicht mehr!
- 1920: Präsident Barrada
- 1920: Der Hirt von Maria Schnee
- 1920/21: Die Jagd nach dem Tode (4 Teile)
- 1921: Kämpfende Herzen
- 1921: Der müde Tod
- 1921: Der Leidensweg der Inge Krafft
- 1921: Das Geheimnis der Santa Maria
- 1921: Tobias Buntschuh
- 1922: Der Todesreigen
- 1922: Der Liebesroman des Cesare Ubaldi
- 1922: Abgründe der Liebe
- 1922: Der Abenteurer
- 1922: Graf Festenberg
- 1923: Seine Frau, die Unbekannte
- 1923: Der allmächtige Dollar
- 1923: Der Vagabund
- 1924: Ist das Leben nicht wunderschön? (Isn't Life Wonderful?)
- 1924: Horrido
- 1924: Das Spiel mit dem Schicksal
- 1924: Die Liebe ist der Frauen Macht
- 1924: Mensch gegen Mensch
- 1925: Im Namen des Kaisers
- 1925: Varieté
- 1925: Freies Volk
- 1926: Die Gesunkenen
- 1926: Das Panzergewölbe
- 1926: Der schwarze Pierrot
- 1926: Spitzen
- 1926: Unser täglich Brot
- 1926: Der Herr des Todes
- 1926: Metropolis
- 1927: Mädchenhandel – Eine internationale Gefahr
- 1927: Die Tragödie eines Verlorenen
- 1927: Der falsche Prinz
- 1927: Der Feldmarschall
- 1927: Der Sieg der Jugend
- 1927: Die Geliebte des Gouverneurs
- 1927: Petronella
- 1927: Der Sohn der Hagar
- 1927: Familientag im Hause Prellstein
- 1928: Der alte Fritz 1. Teil: Friede
- 1928: Luther – Ein Film der deutschen Reformation
- 1928: Spione
- 1928: Die große Abenteuerin
- 1928: Mary Lou
- 1928: Vom Täter fehlt jede Spur
- 1928: Der Piccolo vom Goldenen Löwen
- 1928: Spelunke
- 1929: Die Garde-Diva
- 1929: Giftgas
- 1929: Sündig und süß
- 1929: Der Sträfling aus Stambul
- 1929: Der Ruf des Nordens
- 1929: Rosen blühen auf dem Heidegrab
- 1929: Was eine Frau im Frühling träumt
- 1929: Jenseits der Straße
- 1929: Zwei Brüder
- 1930: Brand in der Oper
- 1930: Die vom Rummelplatz
- 1930: Die Kaviarprinzessin
- 1930: Er oder ich
- 1930: Der falsche Feldmarschall
- 1930: Ihre Majestät die Liebe
- 1930: Leutnant warst Du einst bei den Husaren
- 1931: Berlin – Alexanderplatz
- 1931: Der Hauptmann von Köpenick
- 1931: M
- 1931: Der Bergführer von Zakopane
- 1931: UFA-Kabarett Programm Nr. 2
- 1931: UFA-Kabarett Programm Nr. 4
- 1931: Der Zinker
- 1932: Die Tänzerin von Sanssouci
- 1932: Die elf Schill’schen Offiziere
- 1932: Die unsichtbare Front
- 1932: Das Schiff ohne Hafen
- 1932: Der weiße Dämon
- 1932: F.P.1 antwortet nicht
- 1932: Gehetzte Menschen
- 1932: Skandal in der Parkstraße
- 1933: Das häßliche Mädchen
- 1933: Kleines Mädel – großes Glück
- 1933: Viktor und Viktoria
- 1933: Das Testament des Dr. Mabuse
- 1933: Reifende Jugend
- 1933: Gipfelstürmer
- 1933: Glück im Schloß
- 1933: Liebe muß verstanden sein
- 1933: Ein Unsichtbarer geht durch die Stadt
- 1934: Wenn ich König wär
- 1934: Dr. Bluff
- 1934: Die Welt ohne Maske
- 1934: Hanneles Himmelfahrt
- 1934: Das verlorene Tal
- 1934: Die Sporck’schen Jäger
- 1934: Da stimmt was nicht
- 1934: Polenblut
- 1935: Petersburger Nächte. Walzer an der Newa
- 1935: Henker, Frauen und Soldaten
- 1935: Künstlerliebe
- 1935: Stradivari
- 1935: Der Vogelhändler
- 1935: Die Werft zum Grauen Hecht
- 1935: Der junge Graf
- 1935: Der Ammenkönig
- 1936: Hans im Glück
- 1936: Boccaccio
- 1936: Glückskinder
- 1936: Waldwinter
- 1936: Martha
- 1936: Wenn der Hahn kräht
- 1936: Im Trommelfeuer der Westfront
- 1937: Der Hund von Baskerville
- 1937: Fanny Elßler
- 1937: Die göttliche Jette
- 1937: Serenade
- 1937: Land der Liebe
- 1938: Der Blaufuchs
- 1938: Das indische Grabmal
- 1938: Schatten über St. Pauli
- 1938: Der Tiger von Eschnapur
- 1938: Zwei Frauen
- 1938: Geheimzeichen LB 17
- 1939: Ein ganzer Kerl
- 1939: Robert Koch, der Bekämpfer des Todes
- 1939: Schneider Wibbel
- 1939: Sommer, Sonne, Erika
- 1939: Heimatland
- 1939: Wir tanzen um die Welt
- 1940: Leidenschaft
- 1941: Alarm
- 1941: Am Abend auf der Heide
- 1941: Ich klage an
- 1941: … reitet für Deutschland
- 1941: Jakko
- 1941: Ohm Krüger
- 1941: Der Strom
- 1942: Rembrandt
- 1942: Die Entlassung
- 1942: Stimme des Herzens
- 1942/44: Philharmoniker
- 1943: Münchhausen
- 1943: Wenn der junge Wein blüht
- 1943: Ein Mann mit Grundsätzen?
- 1943: Großstadtmelodie
- 1943: Das Bad auf der Tenne
- 1943: Ein glücklicher Mensch
- 1943: Tonelli
- 1944: Das war mein Leben
- 1944: Der Engel mit dem Saitenspiel
- 1944: Liebesbriefe
- 1944: Ein schöner Tag
- 1944: Die schwarze Robe
- 1944/48: Das kleine Hofkonzert
- 1945: Der Erbförster
- 1945: Die Schenke zur ewigen Liebe